# Hardy Häman Aktell
Zeb Hardy Häman Aktell, född 4 juli 1998 i Kåge, Skellefteå, är en svensk professionell ishockeyspelare (back) som tillhör Washington Capitals i National Hockey League.
Hans moderklubb är Kågedalens AIF.

## Klubbar
- Skellefteå AIK J20, SuperElit (2015/2016 - 2017/2018)
- Vännäs HC, Hockeyettan (2018/2019) (lån)
- IF Björklöven, Allsvenskan (2018/2019 - 2019/2020)
- Växjö Lakers HC, SHL (2020/2021 - 2022/2023)